# Sandy Island (Anguilla)
Sandy Island is een eiland in de Caribische Zee dat behoort tot de Kleine Antillen en deel uitmaakt van de Britse overzeese gebieden. Het ligt ten westen van Anguilla.
Sandy Island is een klein eiland waarop een lokaal restaurantje is gevestigd. Vanaf Sandy Ground op Anguilla kan in ca. 15 minuten naar het eiland worden gevaren, waarbij de eigenaar van het restaurant zorg draagt voor de overtocht. Het eiland is klein (ca. 250×75 meter), bestaat rondom uit witte stranden met in het midden een lichte begroeiing met struiken en palmbomen.

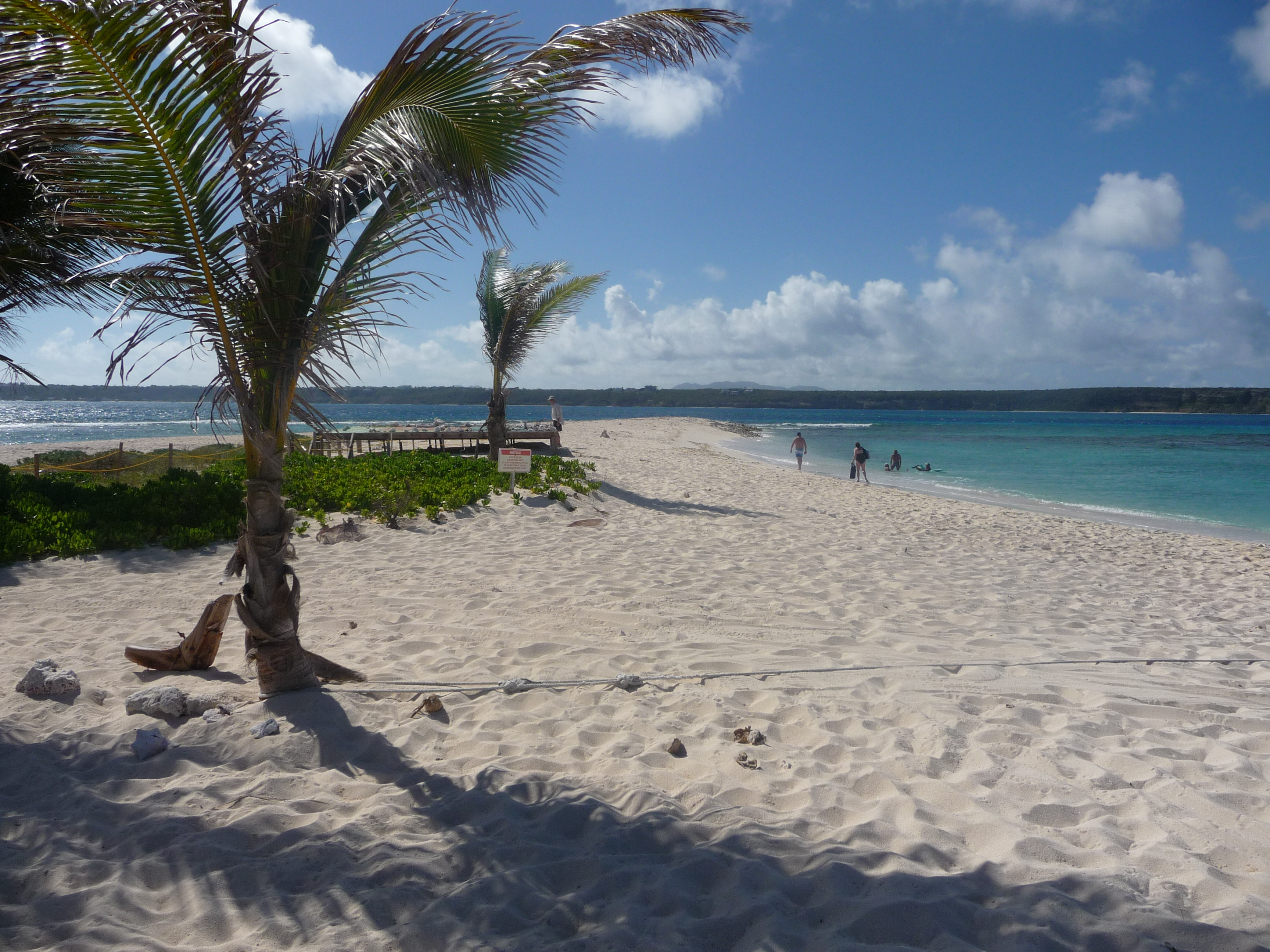
Sandy Island

Little Bay · Maunday's Bay · Prickly Pear Cays · Sandy Ground · Sandy Island · Shoal Bay
Anguilla · Prickly Pear Cays · Sandy Island · Scrub Island · Sombrero